# Bābā Khvārazm-e Soflá
Bābā Khvārazm-e Soflá (persiska: بابا خوارَزمِ كَريم, بابا خوارَزم, بابا خوارزم سفلی, Bābā Khvārazm-e Karīm) är en ort i Iran.   Den ligger i provinsen Lorestan, i den västra delen av landet, 500 km sydväst om huvudstaden Teheran. Bābā Khvārazm-e Soflá ligger 567 meter över havet och antalet invånare är 193.
Terrängen runt Bābā Khvārazm-e Soflá är varierad. Runt Bābā Khvārazm-e Soflá är det ganska glesbefolkat, med 42 invånare per kvadratkilometer. Närmaste större samhälle är Darreh Shahr, 16,7 km väster om Bābā Khvārazm-e Soflá. Omgivningarna runt Bābā Khvārazm-e Soflá är i huvudsak ett öppet busklandskap.